# كنيسة مارمرقس (لوس انجلوس)
كنيسة مارمرقس (لوس انجلوس) هي كنيسة قبطية أرثوذكسية في لوس أنجلوس وهي واحدة من أقدم الأبرشيات القبطية التي تأسست في الولايات المتحدة حيث يبلغ عدد الكناس القبطية الأرثوذكسية في الولايات المتحدة أكثر من 200 كنيسة.

## تاريخ الكنيسة
تأسست كنيسة مار مرقس القبطية الأرثوذكسية في لوس أنجلوس باعتبارها ثاني كنيسة قبطية في الولايات المتحدة، وكانت تخدم حوالي 200 عائلة في ذلك الوقت عام 1970. بدأت العائلات القبطية في لوس أنجلوس تستقر في أواخر الستينيات تقريبًا عندما كلف الأب الراحل بيشوي كامل من البابا كيرلس السادس بخدمة الكنيسة في عام 1969. الاب بيشوي كامل هو قبطي بارز، حيث يُعتبر قديسًا حديثًا داخل الكنيسة، وساعد في تأسيس ليس فقط كنيسة القديس مرقس ولكن العديد من الكنائس والمباني الأخرى في جميع أنحاء مصر والولايات المتحدة وأوروبا وأستراليا.
كان المصلين في البداية يصلون في كنيسة تابعة للسريان الأرثوذكس لاقامة القداسات. بعد ذلك، اشتري شعب الكنيسة المبنى الحالي الذي كان كنيسة أرثوذكسية روسية. بعد عدة سنوات، في عام 1995، تأسست أبرشية الأقباط الأرثوذكس في لوس أنجلوس وجنوب كاليفورنيا وهاواي. كرس البابا شنودة الثالث بابا الإسكندرية (في ذلك الوقت) نيافة الأنبا سرابيون أسقفًا للأبرشية التي تضم كنيسة القديس مرقس بالإضافة إلى العديد من الكنائس الأبرشية الأخرى. يوجد حاليًا حوالي 650 عائلة قبطية تخدمها كنيسة مار مرقس بالإضافة إلى العديد من العائلات الأخرى التي تنتمي إلى تجمعات كنسية مختلفة في جميع أنحاء كاليفورنيا.
رعاة الكنيسة الاب رافائيل حنا والاب رويس أنطون.

## روابط خارجية
- الموقع الرسمي